# 中島健仁
中島 健仁（なかしま けんじ、1955年6月8日 - 2007年7月18日）は、日本の弁護士。近畿大学法科大学院元教授。人工知能研究者である中島秀之の実弟。

## 経歴
- 1974年 灘高等学校卒業
- 1980年 東京大学法学部卒業
- 1984年 司法研修所修了（第36期）
- 1984年 北浜法律事務所入所
- 1988年-1991年　探偵!ナイトスクープ 初代顧問
- 1991年-1993年 アメリカ合衆国ロサンゼルス所在アダムス・デューキー・アンド・ヘーゼルタイン法律事務所勤務
- 2007年7月18日 骨髄腫のため死去